# Acacia luederitzii
Acacia luederitzii és una espècie de planta de la família de les lleguminoses que es distribueix des del sud d'Àfrica tropical encara que no hi és endèmica. Segons la SANBI (Red List of South African Plants) no es troba en la llista d'espècies amenaçades i, per tant, està classificada com a "preocupació menor". És un arbre perenne que es troba en sòls argilosos als matollars. Encara que no és un endemisme sud africà, es troba distribuït geogràficament per Gauteng, KwaZulu-Natal, Limpopo, Mpumalanga, i pel North West.

## Morfologia
Sovint es presenta com un arbust multicaule d'uns 2 a 5 metres d'alçada; o com un arbre de mida petita d'uns 10 metres. L'escorça és de color gris fosc, aspre, fissurada longitudinalment i solcada. Generalment amb tendència a pelar-se. Les branques tenen una pilositat avellutada de color blanc; les bandes piloses es trenquen en les branques més antigues donant un aspecte estripat. Presenta estípules espinescents, en general corbades i inflades des de la base. Aquest tipus d'òrgans no són conseqüència de l'activitat mutualista amb algunes espècies de formigues sinó que aquestes últimes se senten atretes per les "falses agalles" engruixides de les acàcies. Les agalles veritables si que serien resultat de l'activitat d'aquests insectes damunt els troncs d'aquests arbres. Les fulles tenen de 2 a 13 parells de pinnes, normalment de 4 a 6, cada una portant de 7 a 24 parells de folíols molt petits i estretament oblongs. els marges presenten petits pèls i estan peciolades. Els raquis (nervi principal en una fulla o pecíol comú d'una fulla composta) si porten glàndules. Les flors es presenten en glomèruls de color blanc i floreix del novembre al febrer.